# Photoplayer
 (mai 2023).

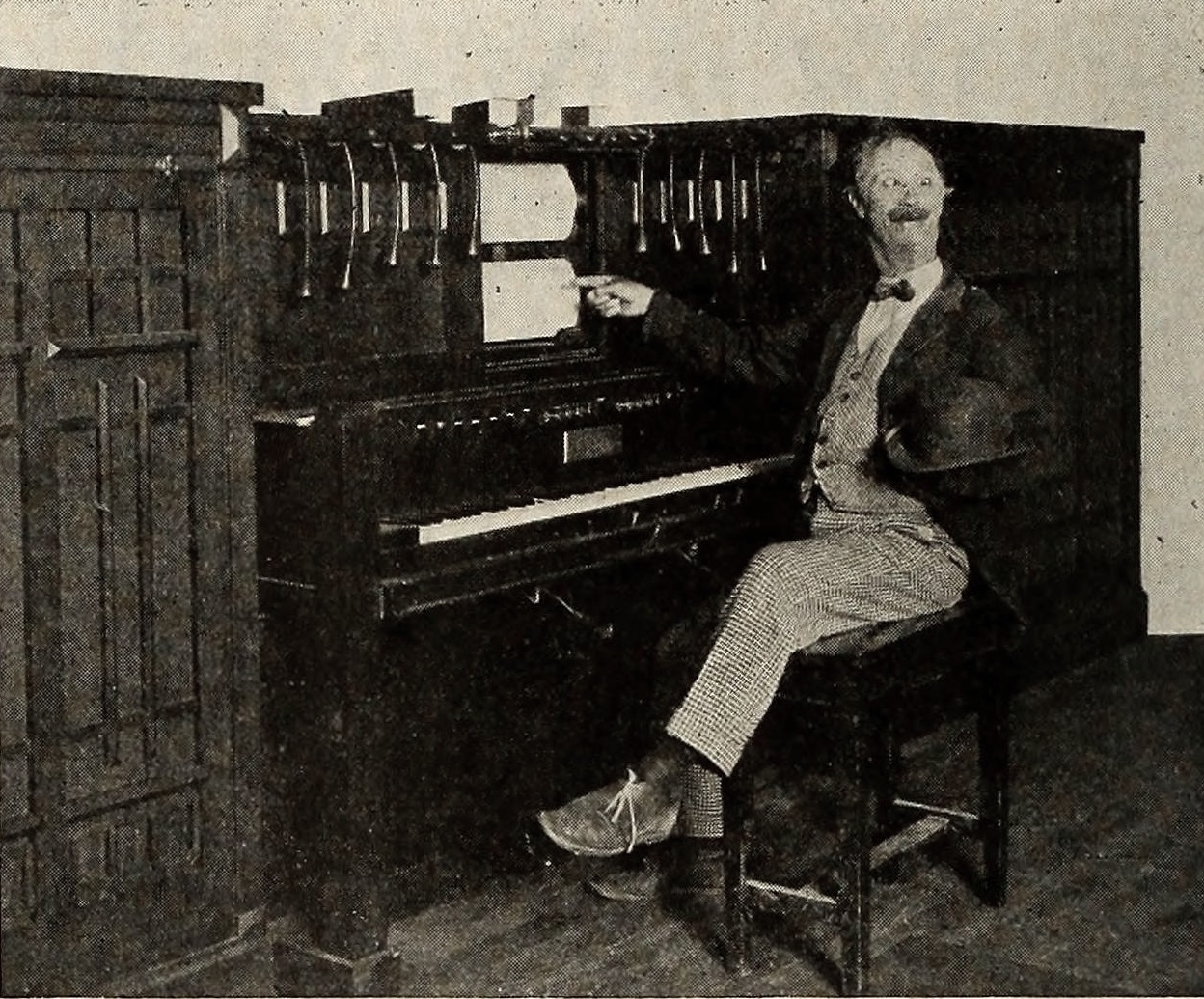
Ben Turpin et un modèle de photoplayer, juin – août 1922

Le photoplayer est un orchestrion utilisé par les salles de cinéma au début du XXe siècle pour accompagner les films muets.

## Fonctionnement
Le photoplayer est un instrument qui combine piano, orgue, percussions ainsi que d'autres effets sonores destinés aussi à la narration des films muets. Comme un piano mécanique, le photoplayer joue automatiquement de la musique en lisant des rouleaux de piano (rouleaux de papier perforés), mais le photoplayer peut contenir deux rouleaux : l'un qui est joué pendant que l'autre est préparé. Parmi les effets sonores l'instrument peut produire des coups de feu, des sons de cloches ou de tambours qui sont créés en tirant sur des ficelles appelées cow-tails (queues de vache). Certains photoplayer peuvent produire des effets sonores électriques, tels que des sirènes, des klaxons d'automobile et d'autres bizarreries.
L'opérateur doit charger les rouleaux de papier, démarrer la machine et grâce aux interrupteurs (actionnant les générateurs d’air pour les instruments à vent) à sa disposition enclencher et désenclencher certains instruments, lorsqu'ils doivent jouer ou non. Son autre rôle essentiel dans le jeu musical qu’il exerce est d’appuyer sur les bonnes pédales de l'instrument, pédales ayant exactement les mêmes fonctionnalités que sur un piano, en fonction de la narration du film.

## Histoire
Environ 8 000 à 10 000 photoplayers ont été fabriqués pendant l'ère du boom des films muets, entre 1910 et 1928. Une douzaine de fabricants ont produit des instruments, dont l'American Photo Player Company avec son fotoplayer; l'Operators Piano Company de Chicago avec son Reproduco, la Bartola Musical Instrument Company d'Oshkosh, Wisconsin avec son Bartola, Seebourg ou Wurlitzer.
La popularité du photoplayer décline fortement au milieu des années 1920 lorsque les films muets sont remplacés par des films sonores et peu de machines existent encore au début du XXIe siècle.